# Úrvalsdeild 1998
Úrvalsdeild 1998 là mùa giải thứ 87 của giải bóng đá ở Iceland. ÍBV bảo vệ thành công chức vô địch. ÍR và Þróttur xuống hạng. Giải còn có tên là Landssímadeild, do sự tài trợ của công ty nay đã giải thể, Landssíminn.

## Bảng xếp hạng
| Vị thứ | Đội       | St | T  | H | B | BT | BB | HS  | Đ  | Ghi chú               |
| ------ | --------- | -- | -- | - | - | -- | -- | --- | -- | --------------------- |
| 1      | ÍBV       | 18 | 12 | 2 | 4 | 40 | 15 | +25 | 38 | UEFA Champions League |
| 2      | KR        | 18 | 9  | 6 | 3 | 25 | 9  | +16 | 33 |                       |
| 3      | ÍA        | 18 | 8  | 6 | 4 | 27 | 22 | +5  | 30 | Cúp UEFA              |
| 4      | Keflavík  | 18 | 8  | 4 | 5 | 19 | 23 | -4  | 28 | Cúp UEFA              |
| 5      | Leiftur   | 18 | 7  | 4 | 7 | 21 | 21 | +0  | 25 | Cúp Intertoto         |
| 6      | Fram      | 18 | 5  | 5 | 8 | 21 | 23 | -2  | 20 |                       |
| 7      | Grindavík | 18 | 5  | 4 | 9 | 24 | 34 | -10 | 19 |                       |
| 8      | Valur     | 18 | 4  | 6 | 8 | 25 | 33 | -8  | 18 |                       |
| 9      | Þróttur   | 18 | 4  | 6 | 8 | 27 | 39 | -12 | 18 | Xuống hạng            |
| 10     | ÍR        | 18 | 4  | 5 | 9 | 20 | 30 | -10 | 17 | Xuống hạng            |

## Vua phá lưới
| # | Cầu thủ                    | Câu lạc bộ | Số bàn thắng |
| - | -------------------------- | ---------- | ------------ |
| 1 | Steingrímur Jóhannesson    | ÍBV        | 16           |
| 2 | Tómas Ingi Tómasson        | Þróttur    | 14           |
| 3 | Ásmundur Arnarsson         | Fram       | 8            |
| 4 | Arnór Guðjohnsen           | Valur      | 7            |
| 4 | Sigurður Ragnar Eyjólfsson | ÍA         | 7            |
| 4 | Guðmundur Benediktsson     | KR         | 7            |
| 7 | Sævar Þór Gíslason         | ÍR         | 6            |
| 8 | Grétar Ólafur Hjartarson   | Grindavík  | 5            |
| 8 | Þórarinn Kristjánsson      | Keflavík   | 5            |
| 8 | Jón Þ. Stefánsson          | Valur      | 5            |
| 8 | Uni Arge                   | Leiftur    | 5            |
| 8 | Ragnar Hauksson            | ÍA         | 5            |
| 8 | Hreinn Hringsson           | Þróttur    | 5            |
| 8 | Kristófer Sigurgeirsson    | Fram       | 5            |
| 8 | Milan Stefán Jankovic      | Grindavík  | 5            |

| Vô địch Landssímadeild 1998 |
| --------------------------- |
| ÍBV Danh hiệu thứ 3         |